# Ulrich Crämer
Ulrich Crämer (* 11. Dezember 1907 in Krefeld; † 1992) war ein deutscher Historiker in der Zeit des Nationalsozialismus und Professor an der Universität München.

## Leben und Wirken
Crämer wurde als Sohn eines Studienrates und Professors in Krefeld geboren. Nach dem Studium (seit 1926) an den Universitäten Heidelberg, Königsberg, Wien und Rostock. wurde er 1931 an der Universität Heidelberg bei Willy Andreas promoviert. Im Jahre 1934 habilitierte er sich an der Universität Jena im Rahmen des landesgeschichtlichen Großprojekts „Carl-August-Werk“ bei Alexander Cartellieri. Im April 1934 wechselte er ins Reichsministerium des Innern als Referent zur Bearbeitung von Landkarten im Vollzug der nationalsozialistischen Reichsreform. Aufgrund seiner Arbeit zur thüringischen Landesgeschichte erhielt er mit Unterstützung des Reichsinnenministers Wilhelm Frick und des Gauleiters Fritz Sauckel einen Lehrauftrag und eine Lehrstuhlvertretung in Jena (ab 1936). Mit 33 Jahren wurde er als Nachfolger Karl Alexander von Müllers nach München berufen, konnte den Lehrstuhl aber zunächst nur vertretungsweise übernehmen, da eine jüdische Urgroßmutter zu Problemen mit den NS-gemäßen Einstellungsvoraussetzungen führte. Erst nachdem ein an Hitler gerichtetes Gnadengesuch positiv beschieden worden war, erfolgte im Januar 1940 Crämers endgültige Berufung. Seit 1937 leitete er zusammen mit Moritz Edelmann und Karl Alnor die geschichtsdidaktische Zeitschrift Vergangenheit und Gegenwart. Er engagierte sich auch für die Geopolitik Karl Haushofers. Im Zweiten Weltkrieg diente er als Soldat an der West- und Ostfront.
Crämer war seit 1927 Mitglied in der Deutsch-Akademischen Gildenschaft und seit 1929 im NS-Studentenbund. Zum 1. April 1930 trat Crämer der NSDAP bei (Mitgliedsnummer 231.132) und im selben Jahr in die SA ein, er wechselte 1932 zur SS und erreichte den Rang eines SS-Scharführers (SS-Nummer 43.881). Im Parteiengagement stand er unter den Historikern nach Jedlitschka „konkurrenzlos an vorderster Linie“. Ab Mai 1933 war er Schulungsleiter des Rasse- und Siedlungshauptamtes der SS. Ferner war er Lektor bei der Reichsstelle zur Förderung des deutschen Schrifttums und Mitarbeiter der Parteiamtlichen Prüfungskommission.
Nach Kriegsende wurde Crämer von der Besatzungsmacht entlassen und wegen seiner SS-Mitgliedschaft längere Zeit interniert. Nach seiner Freilassung war zunächst als Töpfer, später als Versicherungsvertreter tätig. Eine Rückkehr in die Hochschule gelang Crämer trotz jahrelanger Prozesse nicht. Von 1950 bis 1976 arbeitete er im Brockhaus-Verlag an der Brockhaus Enzyklopädie mit, ab 1965 als Redakteur für die historischen Inhalte.

## Schriften (Auswahl)

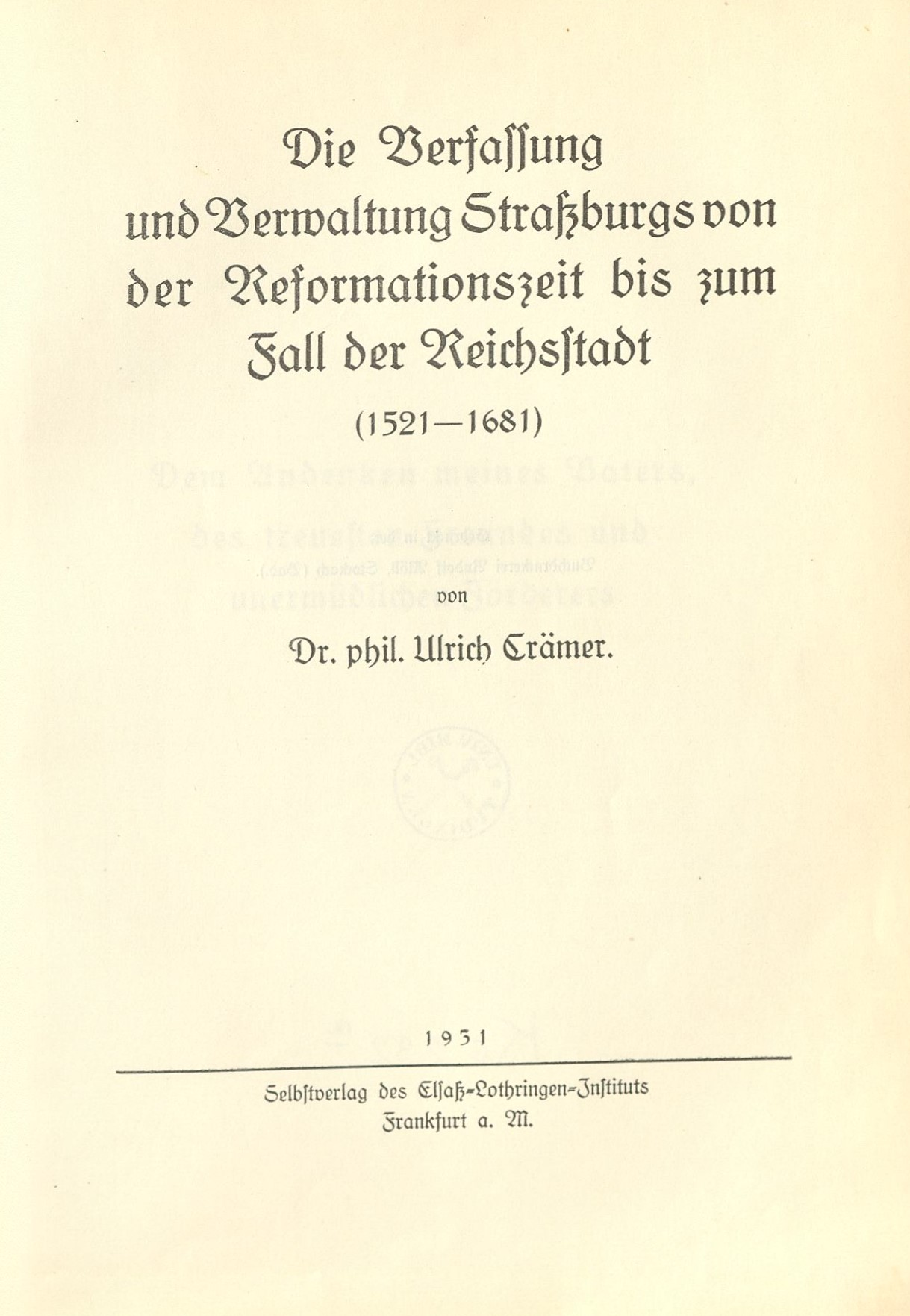
Dissertation (1931)

- Die Verfassung und Verwaltung Straßburgs von der Reformationszeit bis zum Fall der Reichsstadt (1521–1681). Frankfurt am Main 1931.
- Der politische Charakter des weimarischen Kanzlers Friedrich von Müller und die Glaubwürdigkeit seiner „Erinnerungen“ 1806–1813. Eine quellenkritische Untersuchung. Jena 1934.
- Der thüringische Raum und die thüringische Geschichte. Jena 1934.
- Das Problem der Reichsreform in der deutschen Geschichte. Jena 1935.
- Carl August von Weimar und der Deutsche Fürstenbund 1783–1790. Wiesbaden 1961.